# فدراسیون فوتبال بوتان
فدراسیون فوتبال بوتان نهاد اداره‌کنندهٔ فوتبال در بوتان است. این نهاد در سال ۱۹۸۳ پایه‌گذاری شده و اکنون عضو کنفدراسیون فوتبال آسیا است. در حال حاضر ریاست این نهاد بر عهدهٔ خاندو ونگچوک می‌باشد.